# Edwin J. Burke
Edwin J. Burke (Albany, 30 de agosto de 1889 – Nova Iorque, 26 de setembro de 1944) foi um roteirista e cineasta estadunidense. Ele ganhou um Oscar de melhor roteiro adaptado pelo filme Depois do Casamento (1931).

## Biografaria
Nascido em 1889, Edwin frequentou a Academia Americana de Artes Dramáticas em Nova York por dois anos antes de iniciar sua carreira no teatro e cinema. 
Em 1928, This Thing Called Love, uma de suas primeiras peças, foi exibido na Broadway e mais tarde adaptado para cinema. Enquanto a peça ainda estava em cartaz, ele se mudou para Hollywood para começar a escrever roteiros para a Fox Film Corporation. Burke tornou-se conhecido por seu trabalho em vários filmes de Shirley Temple, como Sob Slaters, Happy Days, Paddy the Next Best Thing entre outros. 
Em 1935, mudou-se para High Bridge, Nova Jersey e atuou como diretor do Percy Williams Home e como membro do The Lambs, um dos mais antigos clubes profissionais de teatro nos Estados Unidos.
O Oscar de Burke faz parte da coleção do Instituto Albany de História e Arte.

## Filmografia
- Plastered in Paris (1928)
- The Girl from Havana (1929)
- Good Medicine (1929)
- Happy Days (1929)
- Love, Live and Laugh (1929)
- Not Quite Decent (1929)
- Speakeasy (1929)
- Woman Trap (1929)
- The Dancers (1930)
- Harmony at Home (1930)
- Man Trouble (1930)
- Auto Intoxication (1931)
- Bad Girl (1931)
- It Might Be Worse (1931)
- The Man Who Came Back (1931)
- Mr. Lemon of Orange (1931)
- Sob Sister (1931)
- The Stolen Jools (1931)
- Young as You Feel (1931)
- Call Her Savage (1932)
- Dance Team (1932)
- Down to Earth (1932)
- Hello, Sister! (1933)
- Paddy the Next Best Thing (1933)
- Bright Eyes (1934)
- Now I'll Tell (1934)
- Broadway Melody of 1936 (1935)
- The Farmer Takes a Wife (1935)
- The Littlest Rebel (1935)
- One More Spring (1935)
- Song and Dance Man (1936)